# Marian Zimałek
Marian Kazimierz Zimałek (ur. 9 maja 1931 w Makowie, zm. 12 listopada 2008 w Sandomierzu) – polski duchowny rzymskokatolicki, doktor prawa kanonicznego, rektor Wyższego Seminarium Duchownego w Sandomierzu w latach 1976–1987, biskup pomocniczy sandomierski w latach 1987–2007 (do 1992 biskup pomocniczy sandomiersko-radomski), od 2007 biskup pomocniczy senior diecezji sandomierskiej.

## Życiorys
Urodził się 9 maja 1931 w Makowie. W latach 1945–1948 kształcił się w Gimnazjum im. Jana Kochanowskiego w Radomiu, w latach 1948–1950 kontynuował naukę w Niższym Seminarium Duchownym i Liceum Ogólnokształcącym w Sandomierzu, gdzie uzyskał świadectwo dojrzałości. W latach 1950–1955 odbył studia filozoficzno-teologiczne w Wyższym Seminarium Duchownym w Sandomierzu. Na końcowym kursie był dziekanem alumnów. Święceń prezbiteratu udzielił mu 29 maja 1955 w katedrze Narodzenia Najświętszej Maryi Panny w Sandomierzu miejscowy biskup diecezjalny Jan Kanty Lorek. W latach 1955–1959 studiował na Wydziale Prawa Kanonicznego Katolickiego Uniwersytetu Lubelskiego, gdzie w 1957 uzyskał magisterium, a w 1959 doktorat z prawa kanonicznego na podstawie dysertacji Nieprawidłowość z przestępstwa uzurpacji święceń i nieprzestrzegania kar kościelnych. (Kanon 985, 7°).
W 1955 pracował jako wikariusz w parafii Opieki Najświętszej Maryi Panny w Radomiu. W latach 1959–1972 pełnił funkcję prefekta w sandomierskich szkołach średnich i pomaturalnych. W latach 1968–1973 był rektorem kościoła Świętego Ducha w Sandomierzu i kapelanem miejscowego szpitala.
W latach 1959–1968 pełnił funkcję notariusza w Sądzie Biskupim w Sandomierzu. W latach 1968–1973 zajmował stanowisko dyrektora wydziału duszpasterskiego kurii biskupiej. Był odpowiedzialny za organizację peregrynacji kopii obrazu Matki Bożej Częstochowskiej w diecezji sandomierskiej w latach 1972–1973 i na to wydarzenie opracował materiały duszpasterskie. W 1974 został moderatorem diecezjalnego ośrodka powołań. W latach 1974–1986 był egzaminatorem i sędzią prosynodalnym, a w latach 1983–1987 konsultorem Trybunału Prymasowskiego. Należał do rady kapłańskiej i kolegium konsultorów diecezji. W 1976 został kanonikiem gremialnym sandomierskiej kapituły katedralnej.
W latach 1968–1972 był spowiednikiem alumnów Wyższego Seminarium Duchownego w Sandomierzu. Od 1972 prowadził w nim wykłady z prawa kanonicznego. W latach 1973–1976 sprawował urząd jego wicerektora, a w latach 1976–1987 rektora. Został członkiem komitetu redakcyjnego „Studiów Sandomierskich”. Wykłady z prawa kanonicznego objął również Wyższym Seminarium Duchownym w Radomiu.
29 kwietnia 1987 został mianowany biskupem pomocniczym diecezji sandomiersko-radomskiej ze stolicą tytularną Isola. Święcenia biskupie otrzymał 8 maja 1987 na placu przed konkatedrą Opieki Najświętszej Maryi Panny w Radomiu. Udzielił mu ich kardynał Józef Glemp, arcybiskup metropolita gnieźnieński i warszawski oraz prymas Polski, w asyście Edwarda Materskiego, biskupa diecezjalnego sandomiersko-radomskiego, i Piotra Hemperka, biskupa pomocniczego lubelskiego. Jako zawołanie biskupie wybrał słowa „Spem alere” (Ożywiać nadzieję). W 1987 został ustanowiony wikariuszem generalnym diecezji. Był członkiem kolegium konsultorów, rady kapłańskiej i rady duszpasterskiej. W 1987 został archidiakonem, a w 1991 dziekanem sandomierskiej kapituły katedralnej. Od 1988 pełnił funkcję wicepostulatora w procesie beatyfikacyjnym biskupa Piotra Gołębiowskiego.
25 marca 1992, po podziale diecezji sandomiersko-radomskiej, został mianowany biskupem pomocniczym diecezji sandomierskiej. Do 28 kwietnia 1992 zarządzał nią jako administrator apostolski. Następnie objął urząd wikariusza generalnego diecezji. W kurii biskupiej zajmował stanowiska kierownika referatu ds. personalnych, przewodniczącego diecezjalnej komisji ds. kształcenia, formacji i zatrudnienia katechetów, a także nadzorował funkcjonowanie sądu biskupiego. Zasiadał w radzie kapłańskiej i kolegium konsultorów. 29 grudnia 2007 papież Benedykt XVI przyjął jego rezygnację z obowiązków biskupa pomocniczego sandomierskiego.
W Episkopacie Polski należał do Komisji ds. Instytutów Życia Konsekrowanego i Stowarzyszeń Życia Apostolskiego oraz Komisji (Rady) Prawnej, wszedł także w skład komisji mającej dokonać rewizji kodeksu prawa kanonicznego oraz zespołu przygotowującego II Polski Synod Plenarny.
Zmarł 12 listopada 2008 w Sandomierzu. 20 listopada 2008 został pochowany w krypcie biskupów sandomierskich bazyliki katedralnej Narodzenia Najświętszej Maryi Panny w Sandomierzu.

## Wyróżnienia
W 2005 nadano mu honorowe obywatelstwo Sandomierza.
W 2004 otrzymał tytuł Sandomierzanina Roku przyznawany przez Klub Miłośników Sandomierza.